# Пиры Валтасара, или Ночь со Сталиным
«Пиры́ Валтаса́ра, и́ли Ночь со Ста́линым» — советский художественный фильм режиссёра Юрия Кары 1989 года.
Картина снята в манере соцреализма и стилизована под эстетику 1930-х годов. Экранизация новеллы «Пиры Валтасара» из романа Фазиля Искандера «Сандро из Чегема». Премьера фильма состоялась после распада СССР, 3 января 1993 года, на 1-м канале Останкино.

## Сюжет
Абхазская АССР, август 1935 года. Сандро Чегемский, лучший танцор из Народного ансамбля песни и пляски Абхазии, был приглашён вместе со всеми на ночной пир, устроенный начальством для самого товарища Сталина и его соратников. В «вожде народов» он узнаёт человека, встреченного им в детстве на Нижнечегемской дороге — главаря бандитов, ограбившего пароход «Цесаревич Георгий» и в пути избавившегося от сообщников, — случилось это уже после ограбления парохода, когда Джугашвили вёз награбленное в горы мимо Чегема. Причём сам главарь практически ничего не делал своими руками: ограблением парохода занимались его сообщники, он сам только руководил процессом, доставили их с награбленным к берегу команда матросов с казначеем, взятые в заложники, затем их как лишних свидетелей по приказу главаря расстреляли на берегу двое бандитов, затем этих двоих убил подручный главаря, и наконец, в пути, на Нижнечегемской дороге, главарь собственноручно застрелил последнего своего оставшегося сообщника. Встретив мальчика-пастушка с отарой, Джугашвили вскинул винтовку и несколько секунд раздумывал, застрелить ли ему встретившегося случайного свидетеля, но затем подмигнул мальчику и скрылся за холмом со всем награбленным.
Теперь же на пиру Сандро блеснул лихостью, проскользив через весь зал на коленях в конце танца с завязанными башлыком глазами прямо к ногам Сталина. Вождь едва не узнал его, хотя видел Сандро только раз в жизни, когда тот был ещё мальчишкой. На протяжении всего «вечера» Сталин пытается вспомнить, откуда ему знаком этот джигит, и пристально следит за каждым действием Сандро, но тот лишь отшучивается, что вождь, вероятно, обознался, а видеть их мог в кино, так как их ансамбль недавно снимали кинематографисты.
После этой работы, обычной для артиста, он возвращается домой, и вскоре начинаются репрессии — исчезают артисты, побывавшие на последнем пиру. Практически всё экранное время уделено самому пиру, тостам, поведению сталинского окружения и многочисленной обслуги. Косвенно режиссёром в сюжет вкрапляется линия о том, что вождь намерен избавляться от своих нынешних соратников так же, как он когда-то избавился чужими руками от своих давних сообщников близ Чегема.

## В ролях
- Алексей Петренко — Иосиф Сталин
- Александр Феклистов — Сандро из Чегема; Хабуг, отец Сандро
- Евгений Евстигнеев — Михаил Калинин
- Сергей Никоненко — Климент Ворошилов
- Валентин Гафт — Лаврентий Берия
- Алексей Сафонов — Нестор Лакоба
- Тамара Яндиева — Сария Лакоба
- Лариса Белогурова — Нина Берия
- Михаил Кононов — директор санатория
- Анатолий Гузенко — Платон Панцулая
- Вахтанг Возба — Махаз
- Лаврентий Цколия — Пата Патарая
- Сергей Николаев — повар
- Сергей Максачев — льстивый гость
- Юрий Кара — Юрий Викторович
- Ирина Кара — Ирина Яковлевна

## Съёмочная группа
- Автор сценария: Фазиль Искандер
- Режиссёр: Юрий Кара
- Оператор: Вадим Семёновых
- Композитор: Эдисон Денисов
- Художник: Анатолий Кочуров